# Santa Eulalia de Puigoriol
Pour les articles homonymes, voir Santa Eulalia.
Santa Eulalia de Puigoriol (officiellement et en catalan Santa Eulàlia de Puig-oriol) est une localité qui constitue le chef-lieu municipal de Llusá, dans la comarque d'Osona, province de Barcelona. Elle est accédée par la route locale BV-4342 qui la relie à Santa Creu de Jutglar ou par la BV-4341 qui la relie à Llusá par l'ouest et à San Quirico de Besora (raccordé à la BV-4654) par l'est. 
Sa population au 1er janvier de 2013 était de 173 habitants (84 hommes et 89 femmes).

## Histoire
L'ancienne église est documentée dans l'acte de consécration de l'église de Sainte María de Llusá de l'an 905. Pourtant, le noyau de population s'est en fait développé aux XVIIIe et XIXe siècles autour d'un chemin éleveur.
De là naît un nom de famille (Puigoriol) de origine Occitan ( Puchauriol, Pechauriol). Nom de famille
déjà disparu de la France.

## Lieux d'intérêt
- Église de Sainte Eulalia, du S. XIX.